# Palach (planetka)
(1834) Palach je asteroid hlavního pásu planetek obíhajících Slunce mezi drahami Marsu a Jupiteru. Byl objeven byl 22. srpna 1969 českým astronomem Lubošem Kohoutkem na Hamburské observatoři ve čtvrti Bergedorf a předběžně označen jako 1969 QP. Asteroid patří do skupiny planetek zvané jako Rodina Eos (606), jeho stávající jméno, na počest studenta Jana Palacha, který se protestně upálil 19. ledna téhož roku, kdy byla planetka objevena, bylo poprvé zveřejněno v srpnu roku 1991.

## Oběžná dráha a fyzické vlastnosti
Planetka 1834 Palach, jejíž rovníkový průměr je přibližně 19,43 km, oběhne Slunce ve vzdálenosti od 2,79 do 3,25 au jednou za 1 917,8 dní (tedy za více než 5 let). Její oběžná dráha má excentricitu přibližně 0,076 a inklinaci 9,5° vůči ekliptice, oběžná perioda je 3,139 hodin.  V období od března 2025 do roku 2050 se k Zemi nejvíce přiblíží 19. června 2042 (1,78 au), kdy bude ze Země i nejjasnější (14,8 mag), nejvzdálenější bude 27. června 2050 (4,26 au).
Od svého objevení byla planetka oficiálně pozorovaná více než 4,4 tisíce krát. Je jednou ze čtyř planetek, které 22. srpna 1969 Luboš Kohoutek objevil; patří k ní asteroidy s předběžným označením 1969 QQ, 1969 QB a 1969 QR, z nichž dva od června roku 1991 nesou jména českých spisovatelů (1875) Neruda (1969 QQ) a (1931) Čapek (1969 QB).